# Franco Molè
Franco Molè (* 1939 in Terni; † 2006) war ein italienischer Theaterschaffender.
Molè, geboren im Stadtteil Cesi, gründete das „Teatro alla Ringhiera“ in Rom, an dem er auch als künstlerischer Leiter, Regisseur, Produzent und manchmal Schauspieler wirkte. Dabei konzentrierte er sich auf unkonventionelle Inszenierungen von Molte voci intonro ad Oreste aus dem Jahr 1969 bis zu Strafottenza carnale 1986. Bei zwei Gelegenheiten drehte er für das Kino: 1980 verfilmte er den Roman L'ebreo fascista von Luigi Petri und neun Jahre später La stanza delle parole nach eigenem Buch und Theaterstück. Gelegentlich übernahm er für Regiekollegen eine Rolle als Darsteller.
Molè war mit der Schauspielerin Martine Brochard verheiratet.

## Filmografie
- 1980: Patriot ohne Vaterland (L’ebreo fascista)
- 1989: La stanza delle parole